# Benešova Hora
Benešova Hora (dříve jen Hora, v letech 1920–1950 Hora Benešova; německy Benediktsberg) je vesnice, část obce Vacov v okrese Prachatice v Jihočeském kraji. Nachází se asi 2,5 kilometru jihozápadně od Vacova. V roce 2011 zde trvale žilo 131 obyvatel.
Benešova Hora je také název katastrálního území o rozloze 4,2 km².

## Historie
První písemná zmínka o vesnici pochází z roku 1274.

## Obyvatelstvo
| Rok            | 1869 | 1880 | 1890 | 1900 | 1910 | 1921 | 1930 | 1950 | 1961 | 1970 | 1980 | 1991 | 2001 | 2011 | 2021 |
| -------------- | ---- | ---- | ---- | ---- | ---- | ---- | ---- | ---- | ---- | ---- | ---- | ---- | ---- | ---- | ---- |
| Počet obyvatel | 403  | 438  | 465  | 495  | 549  | 480  | 417  | 279  | 262  | 223  | 186  | 175  | 164  | 131  | 122  |
| Počet domů     | 51   | 58   | 64   | 66   | 71   | 74   | 76   | 80   | 110  | 64   | 58   | 89   | 89   | 99   | 100  |

## Obecní správa
Při sčítání lidu v letech 1850–1976 Benešova Hora byla samostatnou obcí, se kterým patřila nejprve do okresu Strakonice, ale v roce 1950 v okrese Vimperk a od roku 1960 v okrese Prachatice. Od 30. dubna 1976 je částí obce Vacov v okrese Prachatice. V letech 1850–1909 k obci patřil Mladíkov a v letech 1850–1909 a v letech 1961–1976 také Čábuze.

## Pamětihodnosti
- Usedlost čp. 29
- Lípa v Benešově Hoře, památný strom u čp.  25 v severozápadním části vesnice